# 埃利斯維爾 (伊利諾伊州)
埃利斯維爾（英語：Ellisville）是位於美國伊利諾伊州富爾頓縣的一個村落。

## 地理
埃利斯維爾的座標為40°37′37″N 90°18′18″W / 40.62694°N 90.30500°W，而該地最高點為海拔高度168米（即551英尺）。

## 人口
根據2010年美國人口普查的數據，埃利斯維爾的面積為0.70平方千米，當中陸地面積為0.70平方千米，而水域面積為0.00平方千米。當地共有人口96人，而人口密度為每平方千米137人。